# Edifici d'habitatges a l'avinguda Montserrat, 6-8 (Igualada)
L'Edifici d'habitatges a l'avinguda Montserrat, 6-8 és una obra noucentista d'Igualada (Anoia) inclosa a l'Inventari del Patrimoni Arquitectònic de Catalunya.

## Descripció
Són dos edificis d'habitatges adossats amb un tractament que fa que el volum sembli un sol edifici. De planta baixa i pis. S'han de remarcar els elements de terra cuita utilitzats en la ornamentació de la façana (balustrades de la barana del balcó i del terrat, peces que emmarquen les obertures i els que coronen la barana del terrat). Aquestes peces ceràmiques ressalten sobre el fons blanc de la façana.